# Friedrich Joachim Günther
Friedrich Joachim Günther (* 27. September 1814 in Quedlinburg; † 18. Februar 1877 in Angerburg in Ostpreußen) war ein deutscher Schullehrer, Seminarleiter und Zeitungsredakteur.

## Leben
Über seine Jugend und seinen Werdegang ist wenig bekannt. Er studierte u. a. in Halle und erwarb einen Doktorgrad.
Von 1835 bis 1845 war Günther zunächst Hilfs-, dann Oberlehrer an den höheren Mädchenschulen der Franckeschen Stiftungen in Halle. Im Februar 1845 wechselte er als erster Lehrer zum Seminar nach Halberstadt.
Von 1850 bis zum 1. Juli 1851 war er Chefredakteur der reaktionären, als Ableger der Kreuzzeitung in Elberfeld gegründeten Rheinisch-Westphälischen Zeitung, „dieses Organs der konservativen Parthei in Rheinland und Westphalen“, wie er es selbst im Abschiedswort bezeichnete (nicht zu verwechseln mit der seit 1883 in Essen erschienenen gleichnamigen Tageszeitung). Nachdem das Blatt eingegangen war, kehrte Günther als erster Lehrer an das Seminar von Magdeburg in den pädagogischen Dienst zurück. Das Seminar wurde 1855 ins Schloss Barby verlegt.